# Vincent Chancey
Vincent Chancey (Chicago, 1950) is een Amerikaans jazzhoornist en componist, die bekend werd door zijn medewerking in de Carla Bley Band en Lester Bowie's Brass Fantasy.

## Biografie
Chancey leerde op de school kornet spelen en bezocht vanaf zijn 12e levensjaar het conservatorium, om zich op de hoorn te concentreren. Na zijn studie aan de Illinois University School of Music en de Southern Illinois University (bachelor) ging hij in 1973 naar New York om zich te laten onderrichtten door de jazzhoorn-pionier Julius Watkins. Chancey, die tot dan toe geen jazz had gespeeld, kreeg een studiebeurs voor zijn gindse leerjaren en speelde tijdens deze periode met Monty Waters, bij Alison Mills, Don Cherry, David Murray, Muhal Richard Abrams, George Russell en Wilber Morris. In 1976 werd hij lid van het Sun Ra Arkestra.
Tussen 1978 en 1984 behoorde hij tot het ensemble van Carla Bley. Hij speelde ook bij Gil Evans, Chick Corea, Lester Bowie, het Lincoln Center Jazz Orchestra, Count Basie, het Carnegie Hall Jazz Orchestra, Lionel Hampton, Cassandra Wilson, Carmen McRae, Shirley Horn en Arto Lindsay. Hij was ook betrokken bij opnamen van Peggy Lee, Ashford & Simpson, Melba Moore, Aretha Franklin, BeBe Winans, Whitney Houston, The Edwin Hawkins Singers en Gal Costa.
Met zijn grondig geluid bewijst hij, dat geluidsvorming ook bij de hoorn jazzmatig mogelijk is. Tegenwoordig speelt hij onder andere in John Fischers Interface, Dave Douglas Brass Ecstasy en het Charles Mingus Orchestra. Hij leidt echter ook een eigen trio.

## Discografie
- 1990: Human Aspect (met Floros Floridis, Louis Moholo, Peter Kowald)
- 1993: Welcome Mr. Chancey (In & Out Records)
- 1998: Next Mode (DIW Records)